# Будислав Борјан
Будислав Буде Борјан (Кричке, код Дрниша, 4. мај 1904 — Загреб 8. јул 1941), политички радник, револуционар и есперантиста.

## Биографија
Рођен је 4. маја 1904. године у селу Кричке, код Дрниша.
Гимназију је завршио у Сплиту, а Пољопривредни факултетет је завршио у Загребу. Још као ученик гимназије у Сплиту постао је члан Савеза комунистичке омладине Југославије и деловао је међу средњошколском омладином. Посебно је био активан у Радничком есперантском клубу. Од 1923. године је био на политичком раду у Загребу, где је деловао у Академском клубу „Галилеј”, „Клубу студената марксиста”, скојевском активу у железничкој радионици и Независним радничким синдикатима.
Након проглашења Шестојануарске диктатуре, 1929. године био је ухапшен у Сплиту, због рада у листу Раднички одјек и интерниран у родном место. Потом је радио као котарски агроном у Вргинмосту и Врбовском. Упоредо са радом, развијао је и револуционарну активност и користио пољопривредне курсеве као своју трибину и место политичког деловања. Због политичко-револуционарног рада поново је био ухапшен 1937. године и седам месеци је провео у затвору на Ади Циганлији у Београду.
Године 1939. је радио у Комисији за помоћ шпанским добровољцима, због чега је ухапшен почетком 1941. године и интерниран у концентрациони логор у Лепоглави. Овде га је затекла окупација, па је постао заробљеник усташког логора. Након напада Трећег рајха на Совјетски Савез, 22. јуна 1941. и отвореног прогона комуниста, од усташког преко је био осуђен на смрт.
Стрељан је 8. јула 1941. године у парку Дотршћина, у Загребу. Био је први стрељани комуниста, чију су смрт усташе објавиле јавним огласом.
Један од првих партизанских батаљона, формираних у северној Далмацији, маја 1942. године, понео је у његу част назив „Буде Борјан“. Овај батаљон је касније био укључен у Прву далматинску ударну бригаду, као њен Други батаљон.
Његово име данас носи Есперантско друштво у Загребу, основано 1908. године, а чији је члан, у студентским данима и касније, био и Буде Борјан.